# Менщиково (Половинський округ)
Ме́нщиково (рос. Менщиково) — село у складі Половинського округу Курганської області, Росія.
Населення — 108 осіб (2010, 285 у 2002).
Національний склад станом на 2002 рік:
- росіяни — 70 %
- казахи — 26 %